# Puerta de la Macarena
La Puerta de la Macarena (del árabe Bab–al-Makrin), también conocida como Arco de la Macarena, es junto con el Postigo del Aceite y la puerta de Córdoba, uno de los tres únicos accesos que se conservan en la actualidad de los que tuvieron las murallas de Sevilla. Está ubicada en la Ronda Histórica (calle Resolana), dentro del barrio Macarena, que pertenece al distrito Casco Antiguo de la ciudad de Sevilla (Andalucía). Frente a ella se sitúa la Basílica de la Macarena, que alberga la imagen de la Virgen de la Esperanza Macarena, una de las imágenes más características de la Semana Santa en Sevilla y muy vinculada a la puerta.
Se trata de la entrada de la muralla situada más al norte de la ciudad, y la mayor de todo el conjunto, y forma parte de los pocos restos que se conservan de las murallas de la ciudad, junto con el paño de muralla que la conecta con la Puerta de Córdoba a través de un muro en el que se conservan siete torreones. 
La puerta corresponde a la reforma realizada por el sultán Ali ibn Yusuf en el siglo XII. Tendría la típica forma islámica, flanqueada por dos torres, con dos puertas, una en la barbacana y otra en la propia muralla principal
Según Peraza, los reyes entraban por esta puerta y aquí juraban “los privilegios y libertades desta cibdad”, entre las dos puertas mencionadas, y así lo hicieron Alfonso XI de Castilla (1327), Isabel I de Castilla (1477), Fernando II de Aragón (1508), Carlos I de España y su prometida Isabel de Portugal (1526), y por último Felipe IV (1624).
En el siglo XVI, Hernán Ruiz eliminó elementos que estorbaban al tráfico, y la decoró; el aspecto actual es fruto de la reforma de 1723 y la de Chamorro en 1795, colocando un gran escudo real, con aire clasicista que presenta en la actualidad.
Corona el conjunto un retablo cerámico del pintor Manuel Rodríguez que representa a la Virgen de la Esperanza Macarena, inaugurado y bendecido el 27 de mayo de 1923 por la infanta María de la Esperanza de Borbón-Dos Sicilias. y el Cardenal Ilundain. Para pagar su factura se organizó una suscripción popular, que alcanzó la suma de 1018 pesetas. Su cocción defectuosa hizo que se retocase al óleo; aparece flanqueado por los escudos de España y Sevilla, a la derecha y los de la Hermandad Macarena, a su izquierda.  
Los restos del recinto amurallado de la ciudad, entre los que se incluye esta puerta, fueron declarados Bien de Interés Cultural en el año 1985.

## Situación y topónimo

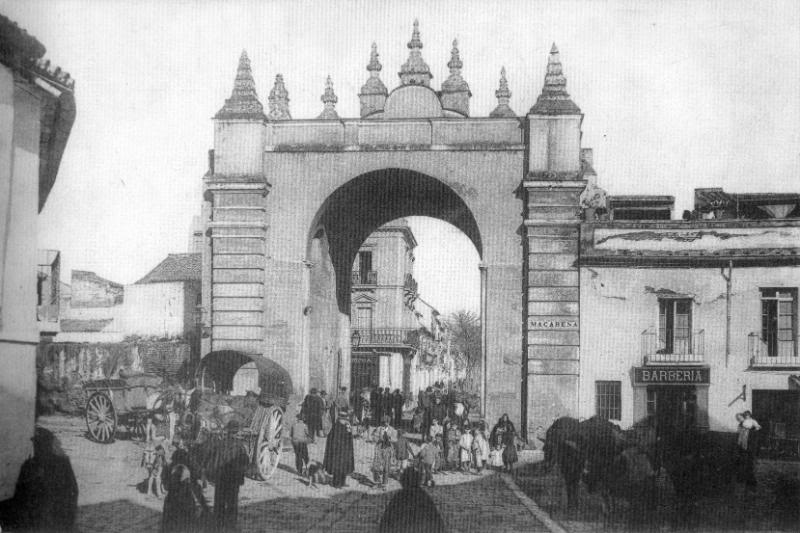
Puerta de la Macarena (Sevilla) c. 1900

Era el acceso del recinto amurallado que se encontraba más al norte de la ciudad y desde donde partía el antiguo camino real hacia Extremadura. El paño de muralla que la une con la puerta de Córdoba presenta la conocida como la Torre Blanca. 
En la actualidad se ubica en la calle Resolana, frente a la Basílica de la Macarena (edificada en 1941) y cercana al Hospital de las Cinco Llagas (sede del Parlamento de Andalucía), en el barrio de San Gil y distrito Casco Antiguo.
En lo que respecta a su nombre, existen diversas teorías acerca del origen del vocablo "Macarena", y los historiadores no se ponen de acuerdo a la hora de fijar uno concreto. Las propuestas más lejanas atribuyen a la palabra un origen griego, siendo vinculado al nombre de Macaria, hija de Hércules, fundador legendario, no real, de la ciudad. También existe la hipótesis de su origen romano, concretamente de un patricio llamado Macarius, que habría tenido grandes propiedades en la zona, También otra leyenda habla de la referencia a una princesa árabe que vivía junto a la muralla, o de un moro del mismo nombre, tal y como relata en 1587 el escritor Alonso Morgado en su Historia de Sevilla: 

que la Puerta de la Macarena tomó su nombre de un Moro principal llamado Macarena, por quanto salía él por esta Puerta a una su heredad media legua de Sevilla, donde hasta oy permanece una Torrezilla llamada Macarena del nombre deste Moro, que la edificó en aquella su pertenencia. Y por la misma razón se llama oy también Collado de la Cabeça de Macarena, en el camino de la Rinconada, pueblo de aquel tiempo una legua de Sevilla.

La única realidad es que es un nombre árabe de origen desconocido. Tal vez pudiera tener relación con la existencia de qaryat Maqrana (la alquería de Macarena), pegada al itinerario llamado Mamarr al-Sabila (la vía de los viajeros) que se componía de la propia alquería y de una torre fortificada, y se hallaba en la actual Huerta de la Torrecilla, junto al cementerio de San Fernando.

## Historia

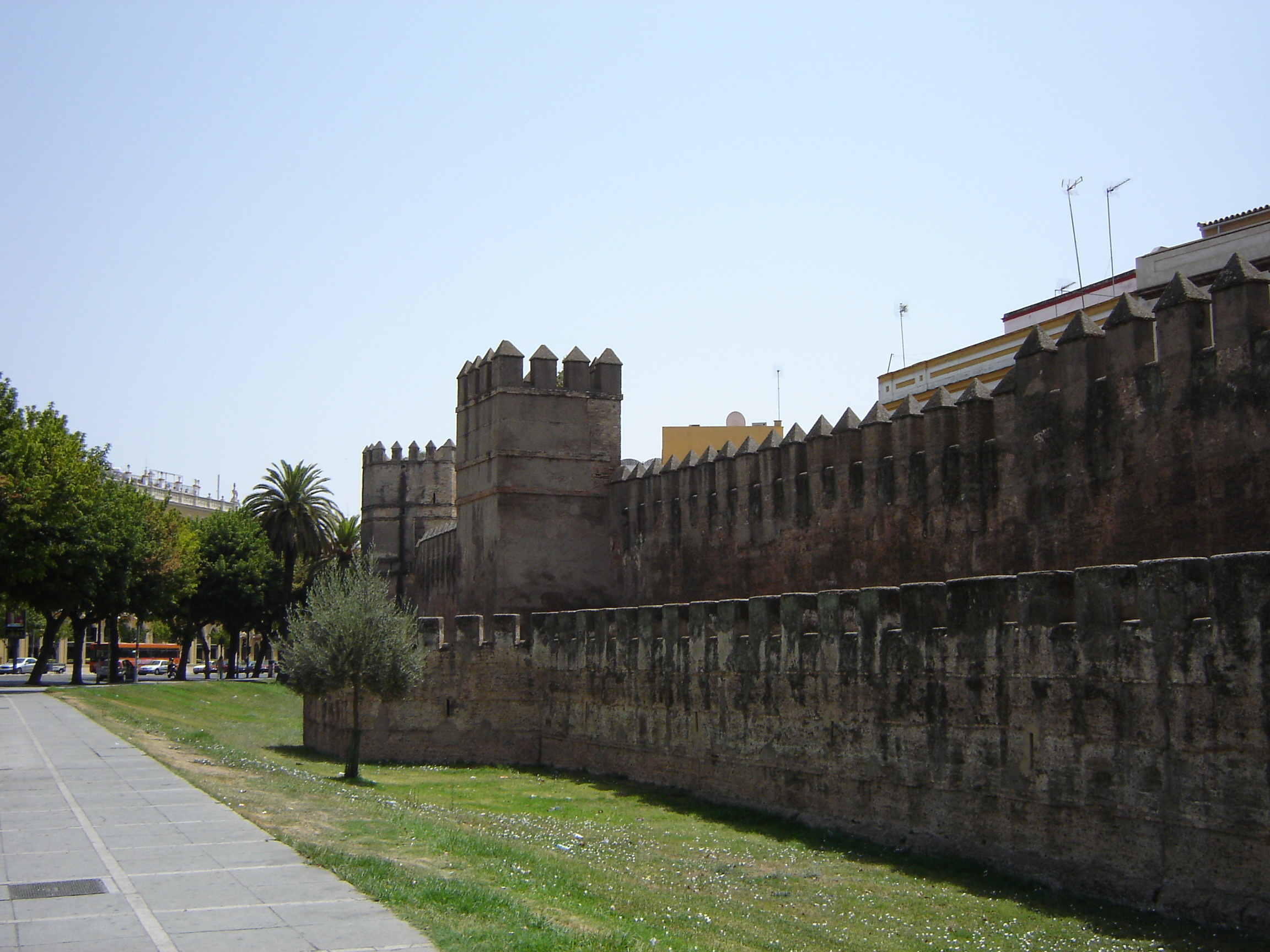
Paño de muralla en el barrio de la Macarena, uno de los dos lienzos que se conservan del recinto murado en toda la ciudad

### Siglos XII-XV
Parece ser por los estudios arqueológicos que el último recinto murario de la ciudad sería de origen almorávide, primera mitad del siglo XII, posteriormente, en la segunda mitad del siglo XII los almohades llevaron a cabo una importante reforma bajo el dominio del sultán Ali ibn Yusuf.
Dentro de los heredamientos que Alfonso X de Castilla con el Repartimiento concedió a los doscientos caballeros, se incluyen muchos cercanos a la puerta. En el año 1358, ingresó por esta puerta el infante don Fadrique, progenitor del linaje de Enríquez, para morir engañado en la ciudad por orden de su hermanastro Pedro I de Castilla, y en 1413 regresó a su ciudad natal fray Diego de Sevilla, que había estado en los jerónimos de Guadalupe, y al año siguiente llevó a cabo la fundación del Monasterio de San Jerónimo de Buenavista en una heredad situada fuera de la puerta. Ya durante el reinado de Enrique IV de Castilla tenía por el rey, la puerta Rodrigo de Ribera, y la farsa de Ávila provocó que fuese tomada por los partidarios del infante Alfonso de Castilla, aunque fue recuperada por los enriquistas poco después.
El 24 de julio de 1477 la reina Isabel la Católica llegó a la ciudad cabalgando bajo un palio de brocado carmesí con flecos bermejos, de mayor magnitud y riqueza que los usados por ella en sus entradas reales hasta la fecha en otras ciudades. Llegada a la Puerta de la Macarena a las diez de la mañana, sobre un altar de plata juró respeto a los privilegios de la ciudad e hizo su entrada triunfal a ella a través de la puerta. El arco fue engalanado con un paño de brocado y carmesí, y al acto acudieron centenares de personas, no solo las autoridades civiles de la ciudad, sino también las eclesiásticas, la aljama de judíos y la de musulmanes, y gente del común; el rey Fernando no acompañó a su esposa por hallarse ausente en Aragón. Los Reyes Católicos dictaminaron en 1491 que el cereal que llegase al recinto amurallado de la ciudad desde el exterior, entrase únicamente por esta puerta y por las de Triana y de de Carmona, tal y como recogía su reglamento «Y que el pan que así se traxere de fuera, que entre en la ciudad de Sevilla por las puertas de Triana y Carmona, y Macarena, y no por otras puertas».

### Siglos XVI-XVIII
En el año 1508 haría su entrada en la ciudad por la puerta Fernando el Católico, acompañado de Germana de Foix, y para lo cual se instalaron por primera vez en Sevilla arcos triunfales; en total se contaron trece, que recorrían en escenas las victorias del monarca.
Su nieto el rey Carlos I de España llegaría el 10 de marzo de 1526, prestó juramento e hizo pleito homenaje a la ciudad en la misma puerta, que llegó a ella para celebrar sus bodas con Isabel de Portugal. En la ciudad se erigieron siete arcos triunfales, para engalanar la ciudad con motivo del fastuoso recibimiento, y el primero de ellos se situó tras esta puerta. Estaba dedicado a la prudencia, y sobre él aparecía el emperador vestido de azul, una inscripción latina en el frente y otra en castellano en el opuesto, que decía: «Honor que el Regimiento y Pueblo de Sevilla hace a la Prudencia, virtud imperial, primera entre todas, porque todo el mundo hizo llano a las virtudes que lo acompañaban, y mostró en breve tiempo hecho lo que era antes increíble». La emperatriz entró en la ciudad al día siguiente, día que se celebró el enlace, y lo hizo también por esta puerta, y fue acompañada bajo palio hasta la catedral.
Cuando el monarca Felipe II de España va a realizar su primera y única visita a la ciudad en 1570, sin el acuerdo de todos, se decidió que, aunque históricamente sus antecesores hicieron su entrada triunfal por esta puerta, se hiciese por la Puerta de Goles, por los inconvenientes, vista general y estado de las calles adyacentes del entorno de la Macarena, por lo que fue la primera vez que un monarca no hizo su entrada por ella, y la de Goles desde entonces, pasó a denominarse puerta Real. Su nieto Felipe IV de España retomó la tradición de sus antecesores, y el 1 de marzo de 1624, tras hacer noche en Carmona, hizo su entrada pública en la ciudad a través de la puerta, cruzando la ciudad hasta los Reales Alcázares, siendo la única entrada que hizo un monarca español en la ciudad durante todo el siglo XVII. El 5 de julio del mismo año hizo su entrada en la ciudad atravesando esta puerta Luis Fernández de Córdoba Portocarrero, recién nombrado arzobispo de Sevilla.
El concejo sevillano realizó obras puramente estéticas en la Puerta de Jerez y en la de la Macarena, para lo que envió un informe al rey en 1561, que respondió satisfactoriamente, insistiendo en el adecentamiento general de las mismas y de sus alrededores. Así ese mismo año Pedro Hernández, veedor de la obra de la Puerta de Jerez recibió de Pedro Milanés, marmolero, una losa para la Puerta de la Macarena, que costó 28 ducados. También fue modificada la puerta en 1630, cuando se instaló una lápida sobre una ordenanza destinada a los guardas de la puerta, para que no ejerciesen sus funciones fuera de ella; la losa, que se conserva en la actualidad embutida en el muro del arco, dice: «Por provición del rey nuestro señor de 20 de setiembre de 1630 se prohivio a los guardas no salieran a los caminos ni otro lugar alguno al cumplimiento de su obligación, ni se apartaran de su puerta, cuya vigilación está cometida al señor asistente, siendo diputado el señor D. Diego de Ulloa. Año de 1630». Poco después, durante el brote de peste que asoló la ciudad en el año 1646, hubieron de crearse seis cementerios en los que enterrar a tantos fallecidos, instalándose uno de ellos fuera de la puerta. La puerta debía ser entonces ya un objeto más de la cultura popular de la ciudad, como lo evidencia el hecho de que el dramaturgo Juan Pérez de Montalbán (1602-1638) escribiese en el siglo XVII una comedia en dos partes titulada “La puerta Macarena”, representada en el Corral de la Cruz de Madrid en 1717, y que tiene como inspiración esta puerta.
En 1723 sufrió una renovación por orden de Alonso Pérez de Saavedra y Narváez, conde de la Jarosa, siendo alcalde de la ciudad, y en el año 1795 fue reedificada por el arquitecto de la ciudad José Chamorro, eliminando el aspecto almohade y confiriéndola el aire clasicista que tiene en la actualidad.

### SiglosXIX-XXI
En 1836, con motivo de la invasión de Andalucía por las fuerzas carlistas, se realizó un foso con puente levadizo con el fin de fortificar el conjunto. Posiblemente sufriera daños durante el conflicto, y una vez finalizado fue reformada y pintada, y se le retiró un retablo dedicado a la Virgen de la Piedad que custodiaba en su interior, todo ello con anterioridad a 1849, y era una de las puertas que no entonces no se cerraban por la noche. El 17 de julio de 1854 entró en la ciudad por este arco el general Leopoldo O'Donnell. 
A partir de la revolución de 1868, se comenzó a derribar la muralla de la ciudad, cuyo trabajo finalizó en 1873. Esta medida no afectó a las murallas de la Macarena, que se salvaron gracias a una alegación de la Comisión de Monumentos sobre su valor histórico que las hacía diferentes al resto, pero el ayuntamiento siguió con la intención de hacerlas desaparecer. En 1907 se inició un expediente sobre la apertura de vías de comunicación en el tramo de muralla comprendido entre la Puerta de la Macarena y la de Córdoba, y el 1 de noviembre de 1908 fue declarado Monumento Nacional: «Oficio de traslado del Ministerio de Instrucción Pública y Bellas Artes en el que se comunica Real Orden por la que se declara Monumento Nacional el tramo de muralla comprendido entre la Puerta de la Macarena y la de Córdoba». A pesar de esta declaración oficial, en 1909 el cabildo de la ciudad seguía manteniendo su idea de ensanche y nueva urbanización del barrio, por lo que presentó la siguiente determinación acerca de su derribo:

Si los restos de la muralla romana que en estado de lamentable ruina se extienden desde la Puerta de la Macarena en dirección a Capuchinos tuvieran algún valor arqueológico o recordaran algún hecho glorioso de nuestra historia, no sería el concejal que suscribe quien se atreviera a proponer su demolición, aún reconociendo los grandes beneficios que de ella podría reportar Sevilla entera y muy especialmente el barrio en que están enclavadas; pero dichos restos de muralla no tienen otro mérito que el que les da su antigüedad, y no es ésta razón suficiente para que a ella deban sacrificarse conveniencias de orden muy superior.

El arco está fuertemente ligado a la imagen de María Santísima de la Esperanza Macarena, y su hermandad lo atraviesa anualmente al iniciar y al finalizar su estación de penitencia en la madrugada del Viernes Santo. Con motivo de esta relación se instaló en el ático de la puerta en el año 1923 un retablo cerámico de azulejo policromado representando a esta imagen, obra del pintor alcalareño Manuel Rodríguez y Pérez de Tudela. Para su construcción, la Hermandad de la Macarena llevó a cabo una colecta popular, y fue inaugurado el 27 de mayo de 1923 por la infanta María de la Esperanza de Borbón-Dos Sicilias.
Durante los disturbios del golpe de Estado de 1936, el arco sufrió dos cañonazos, y su muralla sirvió de paredón, donde fueron fusiladas muchas personas después del golpe.
Dejando a un lado la declaración de monumento nacional dictaminada en 1908 por el ministerio de Bellas Artes, los restos de puertas y murallas de la ciudad fueron declarados en 1985 como Bien de Interés Cultural, bajo la categoría de monumento. Diez años más tarde tuvo lugar el paso más significativo de la Hermandad de la Macarena por la puerta, ocurrido durante los actos de celebración del IV centenario de la fundación de la hermandad; tras un solemne pontifical oficiado el 23 de septiembre por el arzobispo de Sevilla fray Carlos Amigo Vallejo, y al que asistió la infanta María de la Esperanza de Borbón-Dos Sicilias (quien había inaugurado 72 años antes el retablo cerámico), junto con su marido, el príncipe pretendiente de Brasil don Pedro Gastón de Orleans-Braganza, la imagen mariana realizó una procesión extraordinaria por las calles de la ciudad, atravesando la puerta a su salida y entrada del templo.
La última reforma realizada en la puerta tuvo lugar en 1998, cuando se ejecutó una intervención arqueológica, con el fin de consolidad la bóveda del arco, que se encontraba en mal estado.
En la actualidad se alude a ella como arco y no como puerta, y representa todo un símbolo para su barrio. Su vinculación con la Hermandad de la Macarena, cuya imagen mariana de la Virgen de la Esperanza Macarena, de devoción universal, también han contribuido a la popularización del arco, en el que se agolpan cientos de fieles durante la madrugada del Jueves Santo y mañana del Viernes Santo para contemplar a la imagen cruzar bajo el arco en las celebraciones de la Semana Santa en Sevilla. El 21 de enero de 2012, la Sociedad Estatal Correos y Telégrafos de España emitió una serie referente a arcos y puertas monumentales, eligiendo entre ellos la Puerta de la Macarena.

## Descripción
La imagen actual de la puerta dista mucho de lo que fue hasta el siglo XVIII en que es reformada por completo. En origen fue una puerta doble, una en la barbacana y otra en la muralla principal, flanqueadas por torres, y un patio entre ellas, por eso fue la puerta de mayor volumen de todas las que existieron en el conjunto amurallado de la ciudad. La estructura o pequeña fortaleza se componía de un arco almenado, en cuyo frontis figuraba la leyenda «Extremo serás del mundo / Sevilla, pues en ti vemos / juntarse los dos extremos» Este arco daba entrada a una plaza cuadrada, a cuyos lados se encontraban otros dos más, que miraban hacia el campo, y entre ellos dos torres fortificadas, cuyo centro ocupaba la puerta fuerte almenada, y después de ella otra de menores dimensiones, que era la que daba acceso a la ciudad.
Era en los arcos interiores girados hacia el campo donde los monarcas al pasar en su entrada triunfal, donde dejaban de nuevo las llaves de la ciudad.
Desde antiguo la puerta estuvo muy decorada con inscripciones y pinturas, entre ellas un fresco dedicado a la Virgen de los Reyes, patrona de la ciudad, y un retablo en lienzo de Virgen de la Piedad, que fue retirado poco antes de 1849.
La renovación de la puerta llevada a cabo en 1723 por el alcalde Alonso Pérez de Saavedra y Narváez, conde de la Jarosa, y la posterior efectuada en 1795 por el arquitecto municipal José Chamorro. hicieron que desapareciese su aspecto musulmán, y le confirieron el aire clasicista que tiene en la actualidad. Tras esta remodelación Pascual Madoz en su diccionario la describe en 1849 como «la mayor de todas las puertas de la ciudad, y aunque escasa en adornos es hermosa y magnífico su aspecto: forma un elevado y robusto arco, sobre el cual hay un ático con chapiteles y remates; en el ático y pintada al fresco está la imagen de la Virgen de los Reyes, y debajo del arco, pero en lo alto, estaba un retablo en el que, en un lienzo, se veneraba a Nuestra Señora de la Piedad [...] se halla renovada y pintada de poco tiempo a esta parte y quitado el retablo que tenía».

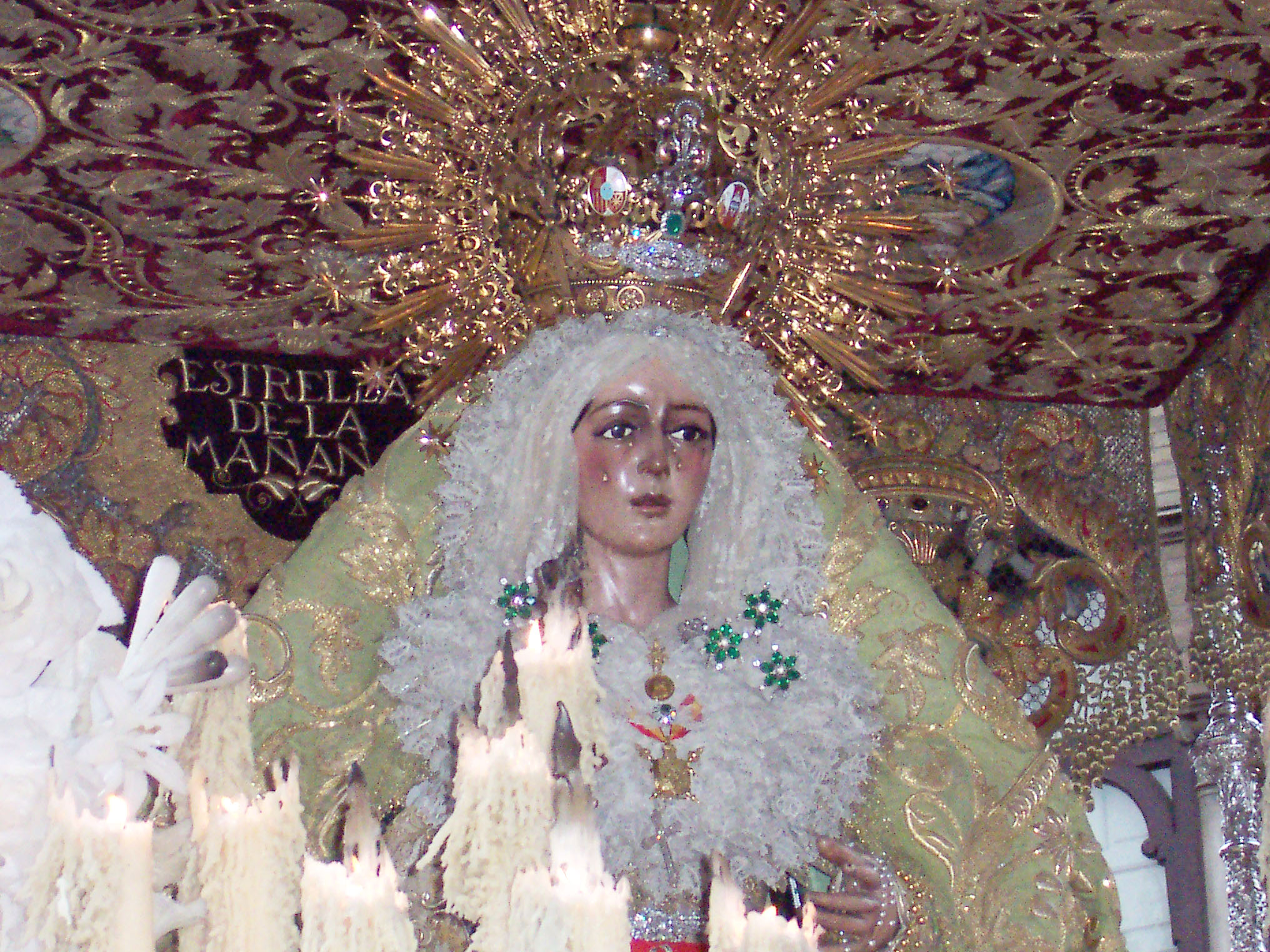
La imagen de María Santísima de la Esperanza Macarena cruza anualmente el arco durante su estación de penitencia en la Madrugá sevillana

En la actualidad constituye un gran arco con empinado ático coronado de capiteles y otros remates, y el fresco dedicado a la Virgen de los Reyes, que aún se conservaba en 1866, también ha desaparecido. En el lugar que debía ocupar se instaló en el año 1922 el retablo cerámico de la Virgen de la Esperanza Macarena. Se trata de un bloque cerámico de unas dimensiones aproximadas de 2,25 m x 2,85 m, que presenta la imagen de la Esperanza Macarena, bajo la que aparece el lema «Esperanza nuestra, Ella es morada de Dios y Puerta del Cielo», y flanquean el conjunto los escudos de de España, de de Sevilla y de la Hermandad de la Macarena. Además, en el frente de la puerta se localizan cinco lápidas embutidas con diferentes inscripciones que hacen alusión a diversos acontecimientos importantes, como fue la inauguración del retablo, las reformas llevadas a cabo en 1723, 1795 y 1998, y la ordenanza de 1630 destinada a los guardas de la puerta.